# Xenopoecilus
Xenopoecilus é um género de peixe da família Adrianichthyidae.
Este género contém as seguintes espécies:
- Xenopoecilus oophorus
- Xenopoecilus poptae
- Xenopoecilus sarasinorum